# Соколов, Николай Александрович (художник)
Никола́й Алекса́ндрович Соколо́в (8 (21) июля 1903, с. Царицыно, Московская губерния, Российская империя — 17 апреля 2000, Москва, Россия) — советский художник-живописец, график, карикатурист. Академик АХ СССР (1947). Герой Социалистического Труда (1973). Народный художник СССР (1958). Лауреат Ленинской (1965), пяти Сталинских (1942, 1947, 1949, 1950, 1951), Государственной премии СССР (1975) и Государственной премии РСФСР имени И. Е. Репина (1982).
Член творческого коллектива «Кукрыниксы».

## Биография
Родился в селе Царицыно (ныне в черте Москвы) в купеческой семье.
Юношеские годы провёл в Рыбинске, где занимался в изостудии Пролеткульта у М. М. Щеглова.
После окончания начальной школы поступил в Московское Реальное училище Воскресенского. Одноклассником его был С. В. Образцов.
В 1923—1929 годах учился на полиграфическом факультете Высших художественно-технических мастерских (ВХУТЕМАС), где его преподавателями были Н. Н. Купреянов, П. В. Митурич, П. И. Львов и П. Я. Павлинов. В годы учёбы сдружился с М. В. Куприяновым и П. Н. Крыловым. Созданный в середине 1920-х годов творческий коллектив «Кукрыниксы» существовал более 60 лет. Работали методом коллективного творчества. Кроме того каждый также работал и индивидуально.
Наибольшую известность им принесли многочисленные мастерски исполненные карикатуры и шаржи на темы внутренней и международной жизни, а также иллюстрации к книгам, созданные в карикатурном стиле. Среди иллюстрированных ими произведений: «12 стульев» и «Золотой телёнок» И. А. Ильфа и Е. П. Петрова, «Господа Головлёвы» и другие произведения М. Е. Салтыкова-Щедрина, «Дама с собачкой» и другие произведения А. П. Чехова, «Жизнь Клима Самгина», «Фома Гордеев» и «Мать» М. Горького, «Дон Кихот» М. Сервантеса.
Индивидуальное творчество самого художника развивалось одновременно его главной работе в коллективе. Работал в живописи и графике. Писал портреты, пейзажи и современный жанр.
Картины художника находятся в собраниях Государственного Русского Музея, Государственной Третьяковской Галереи, частных коллекциях и галереях России, Украины, Англии, Франции, Италии, Германии и других стран.
Автор книг: «Наброски по памяти» (М., 1984, 1987), «Вспоминаю» (М., 1998).
Академик АХ СССР (1947). Член Союза художников СССР, был членом правления.
Умер 17 апреля 2000 года в Москве. Похоронен на Новодевичьем кладбище (участок № 10).

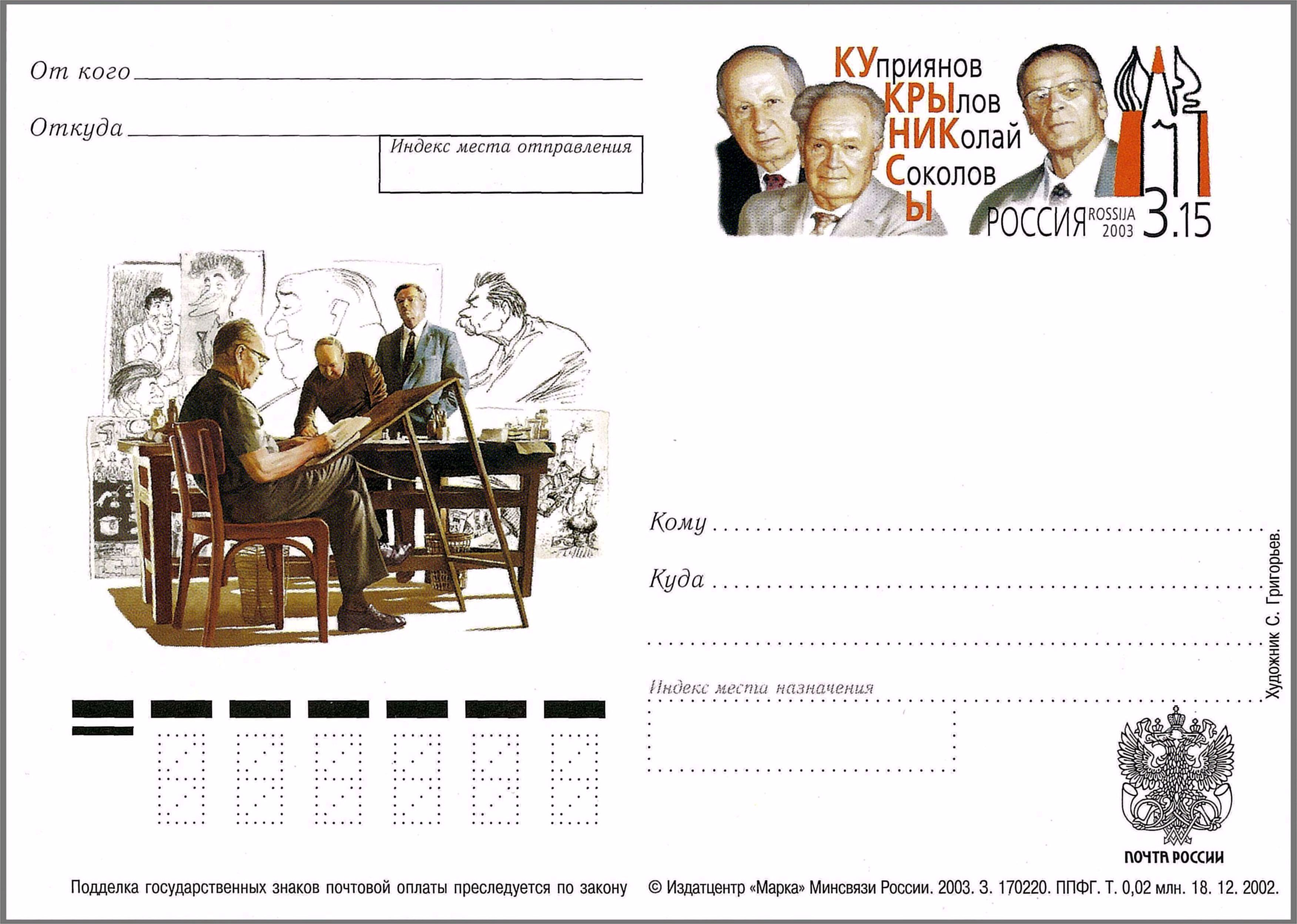
Кукрыниксы. Почтовая карточка с оригинальной маркой, Россия, 2003 год

## Награды и звания
- Герой Социалистического Труда (1973)
- Заслуженный деятель искусств РСФСР (1942)
- Народный художник СССР (1958)
- Народный художник РСФСР (1951)
- Ленинская премия (1965) — за серию политических карикатур, опубликованных в газете «Правда» и журнале «Крокодил»
- Сталинская премия первой степени (1942) — за серию политических плакатов и карикатур
- Сталинская премия первой степени (1947) — за иллюстрации к произведениям А. П. Чехова
- Сталинская премия первой степени (1949) — за картину «Конец» (1947—1948)
- Сталинская премия второй степени (1950) — за политические карикатуры и иллюстрации к книге М. Горького «Фома Гордеев»
- Сталинская премия первой степени (1951) — за серию плакатов «Поджигатели войны» и другие политические карикатуры, а также за иллюстрации к роману М. Горького «Мать»
- Государственная премия СССР (1975) — за иллюстрации и оформление книги Н. С. Лескова «Левша»
- Государственная премия РСФСР имени И. Е. Репина (1982) — за иллюстрации и оформление книги М. Е. Салтыкова-Щедрина «История одного города»
- Два ордена Ленина (1962, 1973)
- Орден Октябрьской Революции (1983)
- Орден Отечественной войны I степени (1945)
- Орден Дружбы народов (1993) — за большой вклад в развитие изобразительного искусства и укрепление международных культурных связей[3]
- Медаль «За доблестный труд в Великой Отечественной войне 1941—1945 гг.»
- Медаль «За победу над Германией в Великой Отечественной войне 1941—1945 гг.»
- Медаль «В ознаменование 100-летия со дня рождения Владимира Ильича Ленина»
- Золотая медаль Всемирной выставки в Париже (1937)
- Золотая медаль Всемирной выставки в Брюсселе (1958)
- Почётный гражданин Рыбинска (1985)